# Morning Has Broken (album)
Morning Has Broken is een studioalbum van Rick Wakeman.
Wakeman maakte weer eens een album gewijd aan zijn  christelijke geloof. Het verscheen op een klein platenlabel Kevin Mayhew en verkocht dus weinig. Het zijn variaties op (voor hem) bekende christelijke hymnes. Het album is opgenomen in de Bajonor Studio op Man gedurende april en mei 2000.

## Musici
- Rick Wakeman – piano

## Nummers
| Nr. | Titel                             | Duur |
| --- | --------------------------------- | ---- |
| 1.  | Now Thank We All Our Lord         | 4:06 |
| 2.  | There Is a Green Hill Far Away    | 3:46 |
| 3.  | Glad That I Live Am I             | 3:25 |
| 4.  | All Things Bright And Beautiful   | 4:04 |
| 5.  | Jesu, Lover of My Soul            | 3:18 |
| 6.  | Jerusalem                         | 3:34 |
| 7.  | O Come, O Come Emmanuel           | 5:54 |
| 8.  | All People on Earth That Do Dwell | 3:18 |
| 9.  | I Vow to Thee, My Country         | 3:03 |
| 10. | Hills of the North, Rejoice       | 3:23 |
| 11. | When I Survey the Woundross Cross | 3:22 |
| 12. | Morning Has Broken                | 3:25 |
| 13. | Abide with Me                     | 4:07 |
| 14. | The Day Thou Gavest               | 3:46 |

## Bron
- Wakeman